# 阿布法兹·埃利奇别伊
阿布法兹·埃利奇别伊（1938年6月7日—2000年8月22日，是阿塞拜疆共和国第二任总统。此人为泛突厥主义者，苏联时代因反苏活动多次入狱，独立后担任总统期间因主张大阿塞拜疆，而与伊朗交恶，后因在納卡戰爭惨败于1993年6月的政变赶下台，仍担任阿塞拜疆人民阵线主席直至去世。

## 生平
1938年生于阿塞拜疆杜巴德区的凯列加村，有一子一女。毕业于国立阿塞拜疆大学(现名国立巴库大学)东方学系阿拉伯哲学部。
1963~1964年他在埃及从事翻译工作，回国后又攻读研究生，毕业后任大学历史教员，历史学副博士。
1977年他进入阿塞拜疆科学院某研究所工作，任主任研究员，共撰写60多篇有关东方哲学、历史、文化、宗教方面的科学论文。长期来，他一直主张建立一个“团结一致”，为阿塞拜疆共和国主权进行合法斗争并以建立一个“民主社会”为目的的政治组织。
1989年7月16日成立了阿塞拜疆人民阵线党，他出任该组织主席。
1992年6月16日准阿塞拜疆共和国总统选举中，埃利奇别伊以59.4%的选票当选总统。
1993年6月被政变下台。
2000年因病医治无效死于土耳其安卡拉。